# John Musto

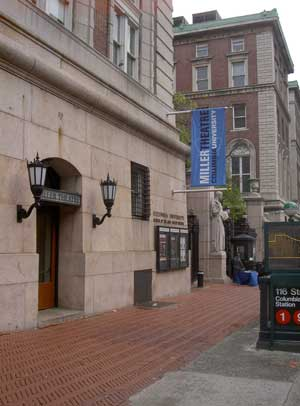
Miller Theatre presso la Columbia University

John Musto (New York, 1954) è un compositore e pianista statunitense. Come compositore è impegnato in opere liriche, orchestrali e musica da camera, canzoni, lavori per coro e pianoforte solista. Come pianista si esibisce frequentemente come solista, da solo e con orchestra, come musicista da camera e con cantanti.

## Biografia

### Carriera
Nato nel 1954 a Brooklyn, New York, Musto ha studiato alla Manhattan School of Music. Dopo essersi diplomato al conservatorio con una buona reputazione di pianista, le sue composizioni iniziarono ad attirare sempre più attenzione e frequenti esibizioni. La sua lunga collaborazione con istituzioni come il New York Festival of Song (incluso il ruolo di nuovo consulente musicale), la Wolf Trap Opera Company, il Caramoor Festival, la Copland House, il Miller Theatre della Columbia University e il Moab Festival gli hanno dato stabilità, basi operative e numerose commissioni.
Ha prestato servizio come compositore residente al Caramoor Summer Music Festival per la stagione 2005-2006.
Nel 1986 ha iniziato a formare un catalogo di composizioni pubblicate per Peermusic Classical, che continua a crescere costantemente.

### Vita privata
Nel 1984 John Musto ha sposato il soprano Amy Burton, membro delle compagnie New York City e Metropolitan Opera. È apparso spesso con lei come pianista ed ha registrato le sue canzoni raccolte con sua moglie. Il loro figlio Joshua è nato nel 1994.

## Elenco dei lavori

### Orchestra
- Overture to Pope Joan (1998) orchestra al completo
- Passacaglia (2003) grande orchestra

### Piano e orchestra
- Piano Concerto 1 (2005) pianoforte solo con orchestra al completo; ha debuttato al Caramoor con il compositore al pianoforte[1]
- Piano Concerto 2 (2005) pianoforte solo con orchestra da camera; ha debuttato alla Columbia University con il compositore al pianoforte[1]

### Voce e orchestra
- Encounters (1992) tenore e orchestra al completo
- Dove Sta Amore (1996) soprano and chamber orchestra
- Quiet Songs (orchestrated 2009) soprano e orchestra da camera

### Opera
- Volpone (2004) opera comica in due atti su libretto di Mark Campbell, commissionata dal Wolf Trap[2]
- Later the Same Evening (2007) opera in un atto su libretto di Mark Campbell; presentata in anteprima al Glimmerglass Festival, luglio 2011[3]
- Bastianello (2008) opera comica in un atto su libretto di Mark Campbell
- The Inspector (2011), opera comica su libretto di Mark Campbell basata su Gogol[2]

### Musica da camera
- Piano Trio (1998) violino, violoncello e pianoforte
- Divertimento (1999) flauto, clarinetto, viola, violoncello, pianoforte e percussioni
- Clarinet Sextet (2001) clarinetto, quartetto d'archi e pianoforte

### Solista di pianoforte
- Five Concert Rags (1991-8)
- Improvisation and Fugue (2008)

### Due pianoforti
- Symphonic Dances from "West Side Story" (arr. 1998)
- Passacaglia (arr. 2009)

### Musica vocale da camera
- The Old Gray Couple (1994) soprano, baritono con pianoforte a quattro mani
- The Book of Uncommon Prayer (2001) coro SATB con pianoforte
- River Songs (2002) baritono, violoncello e pianoforte

### Coro
- Starsong (1997) SATB, arpa e due corni
- Five Motets (2001) un coro misto a cappella

### Voce e pianoforte
- Two by Frost (1986)
- Canzonettas (1984)
- Enough Rope (1985)
- Shadow of the Blues (1986)
- Recuerdo (1988)
- Quiet Songs (1990)
- Dove Sta Amore (1996)
- Penelope (2000)
- Viva Sweet Love (2005)
- Triolet (1987)
- Lament (1988)
- Flamenco (2000)
- I Stop Writing the Poem (2001)
- Old Photograph (2001)
- San Jose Symphony Reception (2001)
- Words To Be Spoken (2001)
- Nude at the Piano (2003)